# Norbert Roozenburg
Norbert F.M. Roozenburg (geboren c. 1946) is een Nederlands industrieel ontwerper en was docent ontwerptheorie aan de Technische Universiteit Delft, bekend van zijn werk over de methodologie van het productontwerpen.
Roozenburg studeerde industrieel ontwerpen aan de Technische Universiteit Delft en was hier de eerste afgestudeerde in 1971 op het ontwerp van een nieuw vervoersmiddel, een combinatie van bus en taxi. In 1968-1969 had Roozenburg in Den Haag enige tijd gewerkt bij Tel Design, dat o.a. het NS-logo ontwikkelde. Na zijn afstuderen werkte hij verder als wetenschappelijk medewerker bij de afdeling Industrieel ontwerpen aan de T.U. Delft. 
Van 1981 tot 1984 was hij verbonden aan de School of Art and Design aan de Universiteit van Washington in Seattle. Hierna werkte hij twee jaar bij Total Design in Amsterdam, en twee jaar als adjunct-directeur van de Academie voor Industriële Vormgeving in Eindhoven. Van 1989 tot 2013 was hij terug in Delft universitair hoofddocent (UhD) ontwerptheorie en methodologie aan de Technische Universiteit Delft. De laatste jaren was hij daar op de faculteit de onderwijsdirecteur.